# Ride a White Swan
"Ride a White Swan" é uma canção da banda britânica de rock T. Rex. Foi lançada como um single em 9 de outubro de 1970 pela Fly Records, e foi o primeiro trabalho do grupo creditado sob o novo nome. Como todas as canções do T. Rex, foi escrita pelo vocalista, guitarrista e fundador do grupo, Marc Bolan. A faixa foi incluída na versão norte-americana do álbum de 1970, T. Rex.
Foi o primeiro sucesso da banda e, de acordo com o revisor crítico Ned Raggett do site musical AllMusic, a canção "fundou inadvertidamente a 'glam rockmania'", embora Bolan não usasse uma moda glam até a divulgação do single "Hot Love".

## Contexto
Na primavera de 1969, depois de três álbuns da então dupla de folk psicodélico, Tyrannosaurus Rex, e um número de singles lançados, Bolan começou a fazer a transição de basear o som de sua banda em torno de um guitarra acústica para uma guitarra elétrica. O novo som foi estreado no single "King of the Rumbling Spires" / "Do You Remember", e as faixas foram gravadas para um quarto álbum planejado, antes de Bolan substituir o percussionista Steve Peregrin Took por Mickey Finn após uma turnê pelos Estados Unidos. Pouco tempo depois, a nova dupla completou o quarto álbum, A Beard of Stars. Este foi lançado no início de 1970. Mais tarde naquele ano, um quinto álbum, T. Rex, foi gravado sob o novo nome abreviado: T. Rex.

## Gravação
"Ride a White Swan" foi escrita na casa de Bolan no oeste de Londres. Em 1976, Bolan sugeriu que ele escreveu a canção depois de ser envenenado com LSD. A faixa, repleta de referências mitológicas, foi gravada em 1º de julho de 1970. Tinha pouco mais de dois minutos de duração, e continha quatro trilhas de guitarra, com Bolan também tocando o baixo elétrico, de modelo Fender Precision, do produtor Tony Visconti, com um capo colocado no quarto traste. A composição incluía uma pequena seção de cordas, mas sem bateria, com o tempo sendo mantido com um pandeiro e palmas, gravados no banheiro do Trident Studios. O local foi escolhido por conta do eco na sala ambiente.
No lado B do single, "Is It Love?", gravada em junho de 1970, e "Summertime Blues", uma versão cover de um clássico de Eddie Cochran, gravado na mesma sessão que "Ride a White Swan". As anotações de estúdio indicam que a faixa "Jewel", que mais tarde apareceria no álbum homônimo do grupo, foi preparada em 26 de julho de 1970 para ser incluída no lado B do single.

## Recepção crítica
A canção entrou no top 50 da parada britânica de singles em 24 de outubro de 1970. O progresso de "Ride a White Swan" foi lento, mas constante; entrou no Top 40 em 31 de outubro, mas não foi até 11 semanas depois – em 23 de janeiro de 1971 – que atingiu uma posição de pico de número dois. A subida foi ainda mais notável porque a canção caiu seis lugares do Top 10 na semana que antecedeu o Natal de 1970, apenas para encontrar um "segundo fôlego" no Ano Novo. No Top 100 da tabela musical Cash Box, alcançou o 60º lugar em fevereiro de 1971 também. Na parada musical norte-americana Billboard Hot 100, "Ride a White Swan" alcançou a 76ª posição.
"Ride a White Swan" fez de Bolan uma estrela e impulsionou a fama e reputação da banda. O single seguinte, "Hot Love", foi para a primeira posição por seis semanas quando o fenômeno do glam rock tomou conta. Neste ponto, Bolan chamou o baixista Steve Currie e, antes do próximo single e de uma grande turnê, chamou o baterista Bill Legend para completar a formação que continuaria a ser a representação da "era de ouro" do T. Rex.